# Le Chabanais

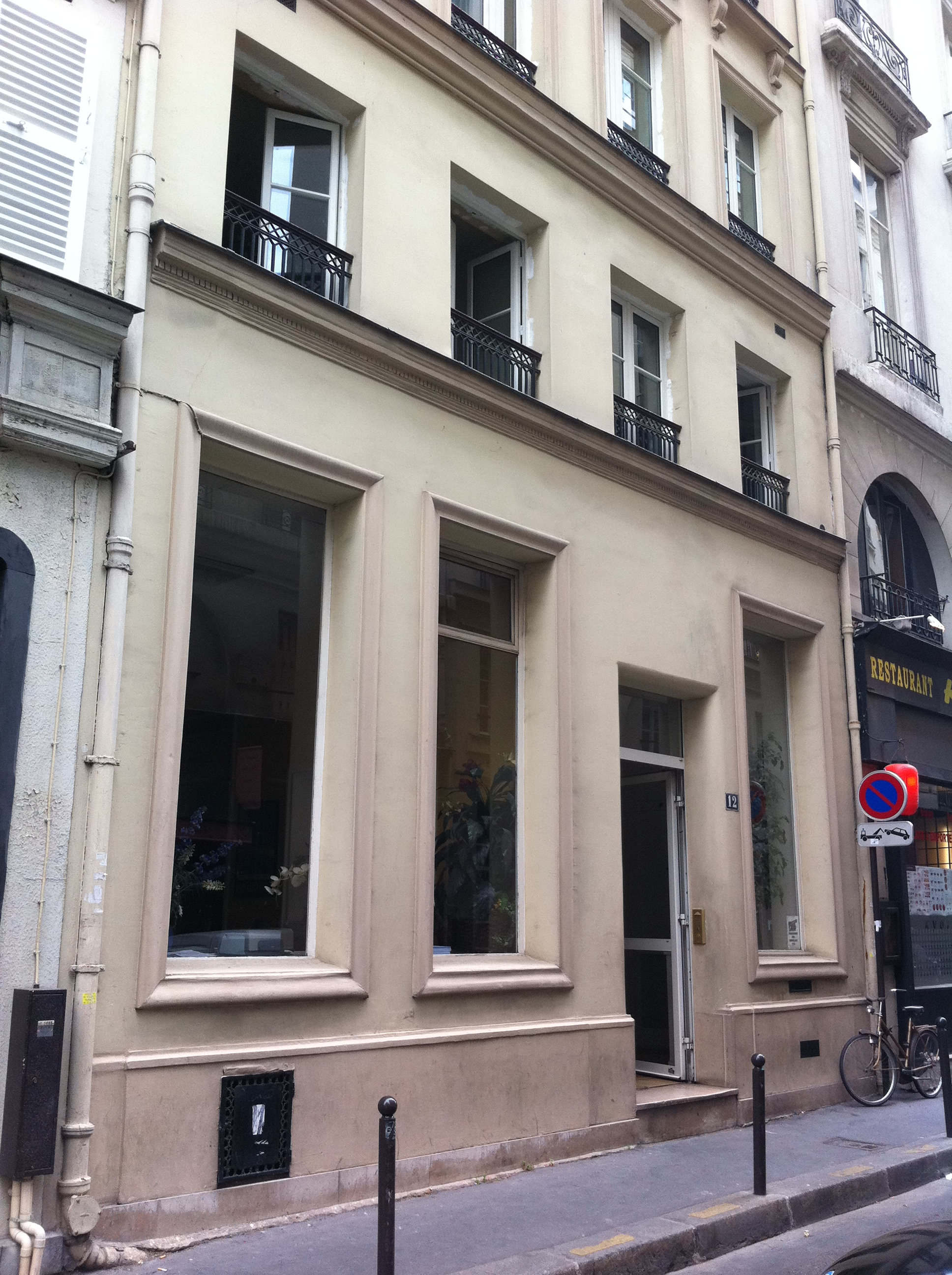
Das heutige Wohngebäude an der Rue Chabanais 12 in dem sich das Bordell befand.

Das Le Chabanais, benannt nach seiner Adresse in der Rue Chabanais 12 im 2. Arrondissement nahe dem Louvre, war ein berühmtes Bordell in Paris.
Es wurde 1878 von einer Madame Kelly, einer gebürtigen Irin, gegründet. Berichten zufolge soll der spätere britische König Edward VII. das Le Chabanais bevorzugt haben, da es für sein ausgefallenes Design bekannt war. Das hier eingerichtete Japanische Zimmer gewann während der Weltausstellung Paris 1900 sogar einen Preis.
Eine Attraktion war ein luxuriöses Bad mit gewaltiger Badewanne aus Kupfer im viktorianischen Stil mit aufgesetztem Kopf, halb Schwan halb Frau. Bei Führungen durch das Etablissement wurde sie besonders bewundert. Edward VII., damals noch Prince of Wales, soll diese Wanne gerne mit Champagner aufgefüllt haben, seine bevorzugten Prostituierten darin baden lassen und den Inhalt dann mit seinen Freunden ausgetrunken haben. Auf seinen Wunsch war auch eigens ein bizarrer Erotik-Stuhl für ihn angefertigt worden, der den gegenseitigen Oralverkehr mit mehreren Personen möglich machen sollte. Er ähnelt entfernt einem heutigen gynäkologischen Stuhl und steht heute im Pariser Musée de l'Erotisme.
Der französische Maler Henri de Toulouse-Lautrec gab das Haus gleich ganz als Wohnadresse an und bezahlte seine Miete mit eigenen Kunstwerken. Das Bordell besaß 16 Zeichnungen des Künstlers, die heute privaten Sammlern gehören.
Nach der Besetzung von Paris durch deutsche Truppen und dem Ende des Zweiten Weltkrieges passten die Bordelle und die öffentliche Prostitution nicht mehr in das Bild des Paris der Résistance. So wurden 1946 mit der loi Marthe Richard, dem am 13. April 1946 von einer Allianz von französischen Christdemokraten und Kommunisten beschlossenen Gesetz Nr. 46658, alle Bordelle geschlossen. Der Gesetzentwurf war von der Pariser Stadtverordneten und ehemaligen Straßenprostituierten Marthe Richard eingereicht worden. Das Le Chabanais wurde verkauft und in ein Wohnhaus umgewandelt.

## Belege
1. ↑  Französische Seite über die Geschichte der Prostitution mit Bildern der Räumlichkeiten des Le Chabanais mit seiner Schwanenwanne und einer Karikatur Eduards VII. ganz unten. (Memento vom 1. Oktober 2007 im Internet Archive)
2. ↑  Alexander Sixtus von Reden, Josef Schweikhardt: Lust und Leidenschaft um 1900. Tosa-Verlag, Wien 2000, ISBN 3-85492-203-5, S. 47.
3. ↑  toffeewomble.blogspot.com (Memento des Originals vom 20. Juli 2012 im Webarchiv archive.today)  Info: Der Archivlink wurde automatisch eingesetzt und noch nicht geprüft. Bitte prüfe Original- und Archivlink gemäß Anleitung und entferne dann diesen Hinweis.
4. ↑  metropoleparis.com
5. ↑  toffeewomble.blogspot.com (Memento des Originals vom 23. Juli 2012 im Webarchiv archive.today)  Info: Der Archivlink wurde automatisch eingesetzt und noch nicht geprüft. Bitte prüfe Original- und Archivlink gemäß Anleitung und entferne dann diesen Hinweis.

Koordinaten: 48° 52′ 3,4″ N, 2° 20′ 13,5″ O